# 穿孔切手
穿孔切手（せんこうきって）とは、切手を在庫管理するために穴でマークを開けられたものである。郵政当局の法律の定めに従って運営されていた制度であるが、現在では廃れている。

## 概要

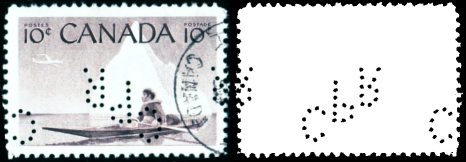
カナダ太平洋鉄道（CPR）のマークが穿孔されたカナダ切手（1955年発行）

大量の郵便物を差し出す企業や団体では、在庫している切手を社員などが持ち出して私的流用するのを防ぐため、あらかじめ郵便局の許可を受け、会社のマークなどの形に切手を穿孔し、かつ、あらかじめ登録した郵便局からの発送にのみ有効とし、その防止策としていた。
世界的には1868年にイギリスが始めたのが最初である。これは当時のイギリスでは切手を郵便局の窓口で換金できたため、それを防ぐための措置であった。またイギリスでは懸賞用（サッカーくじ）の郵便為替のために穿孔された切手も販売されていた。穿孔切手は切手の種類を問わず存在する。また公用切手のなかには穿孔切手で発行されていたものもある。
この穿孔切手は日本を含め世界各国で導入されたが、本来は切手の発行目的とは関係のない分類要素であることや、見た目が悪いため切手収集家に敬遠され傷物扱いされていた。しかし、企業のマークなど目打でデザインがあけられていることや、現在では、郵便史コレクションへの関心が高まっていることもあり、再評価されている。　 
なお、日本では、制度自体が半世紀以上前に廃止されたため、現在では同様のものは作れない。